# Simara Nogueira Ellery
Simara Nogueira Ellery (Recife, 12 de janeiro de 1943) é uma professora e política brasileira que foi deputada federal pela Bahia.

## Dados biográficos
Filha de Artagnan Nogueira e Rejane Bezerra Nogueira. Presidente da Sociedade Pestalozzi de Camaçari por dois anos a partir de 1983, trabalhou na iniciativa privada em Salvador como sócia e gerente financeira de uma construtora e diretora administrativa de uma empresa de consultoria. Filiada ao PL em 1985 e ao PSD em 1991, migrou dois anos depois no PMDB sendo eleita deputada federal em 1994. Não reeleita, afastou-se da política até 2004 quando perdeu a eleição à prefeitura de Camaçari para Luiz Carlos Caetano e em 2016, já nos quadros do PPS, perdeu a eleição para vereadora.